# لوسي إيفانز
لوسي إيفانز (بالإنجليزية: Lucy Evans)‏ هي ممثلة بريطانية، ولدت في 26 مايو 1985 في المملكة المتحدة.

## وصلات خارجية
- الموقع الرسمي
- لوسي إيفانز على موقع IMDb (الإنجليزية)
- لوسي إيفانز على موقع قاعدة بيانات الفيلم (الإنجليزية)